# Nuova Zelanda agli VIII Giochi olimpici invernali
La Nuova Zelanda partecipò agli VIII Giochi olimpici invernali, svoltisi a Squaw Valley, Stati Uniti, dal 18 al 28 febbraio 1960, con una delegazione di 4 atleti impegnati in una disciplina.